# Stacks Bluff
Stacks Bluff är ett berg i Australien. Det ligger i regionen Northern Midlands och delstaten Tasmanien, i den sydöstra delen av landet, omkring 140 kilometer norr om delstatshuvudstaden Hobart. Toppen på Stacks Bluff är 1 527 meter över havet, eller 218 meter över den omgivande terrängen. Bredden vid basen är 5,8 km.
Trakten runt Stacks Bluff är nära nog obefolkad, med mindre än två invånare per kvadratkilometer.. Närmaste större samhälle är Rossarden, nära Stacks Bluff. 
I omgivningarna runt Stacks Bluff växer i huvudsak städsegrön lövskog. Genomsnittlig årsnederbörd är 872 millimeter. Den regnigaste månaden är juli, med i genomsnitt 100 mm nederbörd, och den torraste är januari, med 39 mm nederbörd.